# Супергёрл (фильм, 2026)
«Супергёрл» (англ. Supergirl) — будущий американский полнометражный супергеройский фильм, основанный на комиксах издательства DC Comics об одноимённом персонаже. Вторая кинокартина в медиафраншизе «Вселенная DC». Производством занимается студия DC Studios, а распространением — компания Warner Bros. Pictures. Картину поставил Крейг Гиллеспи, сценарий написала Ана Ногейра, а роль Кары Зор-Эл / Супергёрл исполнила Милли Олкок. Также в фильме снимались Маттиас Схунартс, Ив Ридли, Дэвид Крамхолц и Эмили Бичем.
В августе 2018 года началась разработка сольного фильма о Супергёрл в рамках медиафраншизы «Расширенная вселенная DC», а сама героиня в исполнении актрисы Саши Калле появилась в фильме «Флэш» (2023). Планы на будущее проекта изменились после октября 2022 года, когда Джеймс Ганн и Питер Сафран стали главами DC Studios. В январе 2023 года Ганн анонсировал фильм под названием «Супергёрл: Женщина завтрашнего дня», адаптирующий одноимённую мини-серию комиксов за авторством Тома Кинга и Билкиса Эвели. Ногейра получила должность сценариста в ноябре того же года, Олкок получила главную роль в январе 2024 года, а в мае Гиллеспи стал режиссёром. Съёмки проходили с января по май 2025 года в Лондоне и Шотландии. К июню того же года подзаголовок был убран из названия.
Фильм «Супергёрл» выйдет в США 26 июня 2026 года и станет частью первой главы «Вселенной DC» под названием «Боги и монстры».

## Синопсис
В свой двадцать первый день рождения Кара Зор-Эл путешествует по галактике в компании Крипто Суперпса. По пути она знакомится с молодой инопланетянкой по имени Рути, и теперь ей предстоят «кровопролитные поиски мести».

## Актёрский состав
- Милли Олкок — Кара Зор-Эл / Супергёрл:
Двоюродная сестра Кларка Кента / Супермена, выросшая на осколке планеты Криптон; взрослея, Кара наблюдала за смертями всех вокруг себя, из-за чего с возрастом стала более измученной, чем её родственник, выросший на Земле в любящей семье[2][3][4].
- Маттиас Схунартс — Крем с Жёлтых холмов: преступник, убивший семью Рути[5][6]
- Ив Ридли — Рути Мари Нолл: инопланетянка и новая знакомая Супергёрл[5][1]
- Дэвид Крамхолц — Зор-Эл[англ.]: отец Супергёрл[7][8]
- Эмили Бичем — Алура Ин-Зе[англ.]: мать Супергёрл[7][9]

Кроме того, в картине в качестве камео появится Джейсон Момоа в роли Лобо, инопланетянина с утопической планеты Кзарния, работающего межзвёздным наёмником и охотником за головами. Также ожидается появление Крипто, криптонского пса с суперспособностями.

## Производство

### Предыстория
В августе 2018 года компания Warner Bros. Pictures наняла Орена Узила, чтобы тот написал сценарий к фильму о персонаже DC Comics Супергёрл. Это произошло в тот период, когда Warner Bros. и DC Films искали новые перспективные проекты для своей медиафраншизы «Расширенная вселенная DC» вследствие прохладного приёма последних фильмов в прокате и среди критиков. Фильм находился на ранних стадиях производства, но Warner Bros. уже в открытую заявляла о желании видеть на должности режиссёра женщину. Смещение курса студии на фильм о Супергёрл считается одной из причин того, что в обозримом будущем в рамках «Расширенной вселенной DC» не ожидалось возвращение Генри Кавилла к роли двоюродного брата Супергёрл, Кларка Кента / Супермена, которую он исполнял начиная с фильма «Человек из стали» (2013); позднее Кавилл заявлял, что хочет вернуться к роли. Производство «Супергёрл» должно было начаться примерно в 2020 году, но его пришлось отложить в связи с пандемией COVID-19.
В феврале 2021 года Саша Калле получила роль Супергёрл в «Расширенной вселенной DC», подписав контракт на несколько фильмов, и должна была дебютировать в фильме «Флэш» (2023). В апреле того же года «Супергёрл» появилась в расписании фильмов DC, премьера которых ожидалась в 2022 или в 2023 году. Год спустя конгломераты Discovery, Inc. и WarnerMedia, материнская компания Warner Bros., слились воедино, образовав компанию Warner Bros. Discovery (WBD), главой которой стал Дэвид Заслав. Новая компания собиралась организовать «перестройку» внутри DC Entertainment, и Заслав начал поиски человека, который, аки президент Marvel Studios Кевин Файги, занял бы пост главы новой дочерней компании. В августе 2022 года издание Rolling Stone сообщило, что при режиме Заслава работа над фильмом вряд ли продвинется вперёд; в то же время студия незаметно для всех отложила проект в «долгий ящик». В октябре сценарист / режиссёр Джеймс Ганн и продюсер Питер Сафран стали председателями и директорами новообразованной компании DC Studios. Через неделю после вступления в должности они начали работу над многолетним планом новой франшизы, получившей название «Вселенная DC» и представляющей собой «мягкую перезагрузку» «Расширенной вселенной DC».

### Разработка
31 января 2023 года Ганн и Сафран обнародовали расписание первых проектов «Вселенной DC», которая начинается с первой главы, получившей название «Боги и монстры». Одним из фильмов данной главы стала картина «Супергёрл: Женщина завтрашнего дня», адаптация одноимённой серии комиксов (2021—22) за авторством Тома Кинга и Билкиса Эвели. Ганн описал проект как «большой научно-фантастический эпический фильм» и заявил, что он будет исследовать более «хардкорную» версию Кары Зор-Эл / Супергёрл, нежели те, что появлялись на экране ранее. Также он объявил, что Кинг входит в команду сценаристов, работающих над глобальным сюжетом «Вселенной DC». В течение нескольких дней с момента анонса фильма копии комикса «Супергёрл: Женщина завтрашнего дня» были быстро распроданы на Amazon и во множестве других издательских домов и книжных магазинов. Ганн объявил, что в сотрудничестве с публицистом и творческим директором DC Comics Джимом Ли в скором времени будет напечатано больше копий.
Во время продвижения «Флэша» в июне 2023 года Калле рассказала о своей любви к комиксу «Женщина завтрашнего дня» и о надежде вернуться к своей роли в фильме новой франшизы, хотя никто ей такую возможность не гарантировал. В то же время актриса встретилась с Сафраном, чтобы обсудить с ним своё будущее в роли Супергёрл, однако Ганн всё же решил развивать героиню в другом направлении. По словам Калле, это решение «разбило ей сердце», поскольку она снялась в альтернативной концовке «Флэша» с заделом на будущее персонажа в кино. Актриса гордилась своей работой в данной роли. С конца 2022 года ходили слухи о том, что Джейсон Момоа, сыгравший в «Расширенной вселенной DC» Аквамена, во «Вселенной DC» будет играть персонажа Лобо, а в октябре 2023 года издание Variety сообщило, что он вёл с DC Studios переговоры о том, чтобы сыграть персонажа в первом фильме франшизы, «Супермен» (2025), либо же в сольном проекте.
В ноябре 2023 года Warner Bros. наняла Ану Ногейру для написания сценария к фильму. Ещё в 2022 году она должна была написать фильм о Супергёрл, который должен был быть спин-оффом «Флэша». Ганну и Сафрану так понравилась её работа, что они предложили ей работать над картиной под их началом, и она подписала ради этого контракт с DC. Ганн подтвердил участие Ногейры и назвал фильм «прекрасной звёздной историей». Впечатлившись сценарием, продюсер изменил свои планы и начал продвигать проект как второй фильм во «Вселенной DC» после «Супермена». Также в картине должен появиться персонаж Крипто.

### Подготовка к съёмкам
В январе 2024 года Warner Bros. приступила к поискам актрисы на роль Супергёрл, на которую претендовали Милли Олкок, Эмилия Джонс, Кейли Спейни и Мэг Доннелли. Доннелли ранее озвучивала этого персонажа в полнометражных мультфильмах «Легион супергероев» (2023) и «Лига справедливости: Кризис на бесконечных землях» (2024). Джонс отказалась даже читать сценарий, в то время как Олкок и Доннелли в конце января присутствовали на прослушиваниях и кинопробах на съёмочной площадке фильма «Супермена» в Атланте, во время которых они надевали костюм персонажа. Вскоре после того Ганн заявил о выборе на роль Олкок, похвалив то, как актриса воплощает в жизнь то видение персонажа, что было у Кинга, Эвели и Ногейры. Ганн заприметил актрису более чем за год до начала кастинга, увидев её игру в сериале «Дом Дракона» (с 2022) и рассказав о ней Сафрану. По мнению Ганна, Олкок обладает всеми качествами, необходимыми данной версии Супергёрл, — «остротой, грацией и подлинностью». Студия была занята поисками режиссёра и надеялась найти достойного кандидата в течение «нескольких недель», но сперва решила выбрать актрису на роль Супергёрл, поскольку персонаж должен впервые появиться в другом проекте «Вселенной DC», выходящем до «Женщины завтрашнего дня», — в «Супермене».
Warner Bros. заявила о готовности начать съёмки «Женщины завтрашнего дня» осенью 2024 года. В конце февраля Заслав заявил, что работа над сценарием уже завершена и уже скоро будут выбраны и другие актёры. В апреле 2024 года Крейг Гиллеспи вступил в переговоры со студией на предмет режиссуры фильма. В то же время появилась информация о том, что исполнительный вице-президент DC Studios Шанталь Нон стала исполнительным продюсером ленты. В следующем месяце Гиллеспи утвердили на должность режиссёра картины а дату премьеры назначили на 26 июня 2026 года. В сентябре Маттиас Схунартс получил роль главного антагониста проекта по имени Крем с Жёлтых холмов, а начало съёмок перенесли на январь 2025 года. В октябре Ганн приступил к просмотру проб на роль персонажа Рути. Кроме того, он отметил, что фильм будет следовать трёхактной структуре, чем будет отличаться от комикса-первоисточника, при этом перенеся на экран основных персонажей и темы оригинала. В конце того же месяца роль Рути Мари Нолл досталась актрисе Ив Ридли. В декабре в Сети появилась информация о том, что Момоа сыграет в фильме Лобо. Сам актёр подтвердил это, сославшись на данное годом ранее интервью, в котором он упоминал о своём желании сыграть персонажа. Хотя в комиксе-первоисточнике Лобо не фигурирует, Кинг изначально предложил идею фильма, в котором Супергёрл и Лобо становятся напарниками, сравнивая их с Мэтти Росс и Кочетом Когбёрном — героями романа «Железная хватка» (1968). Роль Момоа в фильме представляет собой камео. Художником по костюмам стала Анна Б. Шеппард.

### Съёмки
Съёмочный период начался 13 января 2025 года на площадке Warner Bros. Studios Leavesden. Оператором стал Роб Харди. На той же неделе Дэвид Крамхолц и Эмили Бичем присоединились к актёрскому составу с ролями родителей Супергёрл. Ганн не присутствовал на съёмочной площадке, но назвал Гиллеспи отличным партнёром, который «просто делал свою работу». В конце февраля Ганн и Сафран заявили, что процесс завершён наполовину, а Момоа и Крамхолц закончили снимать свои сцены в апреле. В конце того же месяца съёмки проходили в Шотландии, а 10 мая завершились. Процесс также должен был пройти в Исландии.

### Завершение производства
В июне 2025 года Ганн объявил, что фильм сменил название на «Супергёрл».

## Премьера
Фильм «Супергёрл» выйдет в прокат США 26 июня 2026 года и станет частью первой главы «Вселенной DC» под названием «Боги и монстры».